# Gojazan
Gojazan (azerbajdzjanska: Göyəzən) är ett berg i nordvästra Qazax rayonu i Azerbajdzjan. Berget ligger i närheten av byarna Abbasbejli och Alpout. I närheten av berget har man funnit ruiner av en fästning.